# Йоасаф Маєвський
Йоасаф Маєвський (в миру Ісидо́р Маєвський; помер після 1752) — архімандрит Межигірського монастиря Київської митрополії.

## Життєпис
Про дитинство Ісидора Маєвського свідчень не збереглося. 
Освіту отримав у київський школі і був одним із учнів Феофана Прокоповича; постриження у чернецтво прийняв у Польщі, в Марковому монастирі.
У 1714–1715 роках Йоасаф Маєвський був викликаний у Смоленськ, у щойно відкриту школу, для навчання дітей латині. Його діяльність у Смоленську була дуже успішною; у 1718 році Йоасаф, після смерті митрополита смоленського Дорофея Короткевича, що допомагав школі, повернувся до Польщі, але за рік був викликаний назад новим митрополитом смоленським Сильвестром Холмським і призначений проповідником.

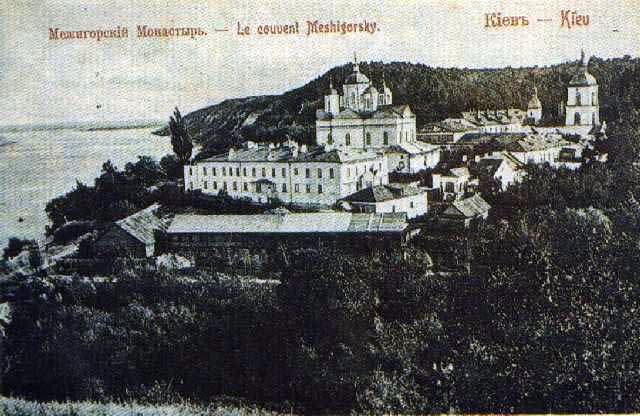
Межигірський монастир

У 1721–1724 роках отець Йоасаф був архімандритом Хресного монастиря Архангельської єпархії; у 1724 році переміщений до Антонієвого монастиря Новгородської єпархії, з червня 1726 року був суддею тверського архієрейського дома і архімандритом Калязинського монастиря; спершу він був близьким до Феофілакта Лопатинського і виконував його доручення, але потім перейшов на сторону Феофана Прокоповича і 18 жовтня 1731 року призначений настоятелем Бізюкового монастиря біля Дорогобужа.
Коли виникла так звана «Решилівська справа», Йоасаф, як той, хто особисто знав Йосифа Решилова, був викликаний у 1732 році до Санкт-Петербурга свідком, а потім і сам був засуджений за неприйняття присяги та за інші проступки.
7 травня 1736 року Йоасаф Маєвський був позбавлений сану, отримав попереднє ім'я Ісидора Маєвського і був відправлений до Таємної канцелярії. Але Вищим наказом від 20 грудня 1740 року, йому була відпущена вина і, в числі інших, йому було повернене чернецтво та ім'я Йоасаф і він був відправлений на проживання у Межигірський монастир.
9 липня 1742 року Йоасафу Маєвському було дозволене священнослужіння, а 22 грудня 1745 року, після усної доповіді Священного синоду імператриці, Йоасафу був повернений і сан архімандрита, з призначенням його настоятелем Києво-Межигірського монастиря.
Наприкінці 1750 року монастирська братія звинувачувала архімандрита Йоасафа у порушенні давно встановлених порядків монастиря. Подальша його доля невідома.